# نبرد دشت خون
نبرد دشت خون (انگلیسی: Battle of Ager Sanguinis) که با عناوینی همچون نبرد بلاط یا نبرد سرمدا نیز شناخته می‌شود، نبردی است در سال ۲۸ ژوئن ۱۱۱۹ میان نیروهای شاهزاده‌نشین انطاکیه به رهبری راجر سالرنو و نیروهای ارتقیان حلب به رهبری ایلغازی که با پیروزی ارتقیان و کشته‌شدن بخش اعظمی از نیروهای انطاکیه و راجر سالرنو همراه بود.